# Vroeg barbarakruid
Vroeg barbarakruid (Barbarea verna) is een plant uit de kruisbloemenfamilie. Het is een rechtopstaande hemikryptofyt. 
Dit barbarakruid wordt al sinds de 16e eeuw buiten het oorspronkelijke verspreidingsgebied verbouwd als surrogaat voor waterkers en gebruikt in salades en soepen.  
De soort werd voor het eerst wetenschappelijk beschreven door Miller en later door Ascherson onder een andere naam gebracht. 

## Beschrijving
De onderste bladen van het wortelrozet hebben 6 tot 10 paar afgeronde zijslippen met een topslip die naar boven toe groter worden. De bloemen zijn tweeslachtig. De kleur is bleekgeel en de afmeting ongeveer 1 cm. De vruchten is een doosvrucht. De hauwen worden 3 tot 7 cm lang, 1,5 tot 2 mm breed en hebben een 1 tot 2 mm lange stijl. De plant is  tweezaadlobbig.
De soort is goed te onderscheiden van bitter barbarakruid door onder andere het grotere aantal zijslippen van de onderste bladeren en de ongewimperde bladoortjes. Ook de stijl- en vruchtlengte zijn verschillend, bij vroeg barbarakruid zijn er altijd wel vruchten te vinden die duidelijk langer zijn dan 4 cm, de maximale lengte bij bitter barbarakruid.

## Groeiplaats
Vroeg barbarakruid staat op zonnige, iets open en grazige, vochtige en kalkarme, matig voedselrijke tot voedselrijke, ± stikstofrijke, vaak steenachtige grond. Ze groeit vooral op allerlei ruderale plaatsen, op oevers van waterlopen, in bermen en plantsoenen, in akkers, op braakliggend grond en op spoorwegterreinen.
De bloeitijd van de plant is tussen april en juni.

## Verspreidingsgebied
De tweejarige plant is inheems in Zuidwest-Europa en is als cultuurplant verder over de wereld verspreid en verwilderd. De soort komt in Nederland uitsluitend als zeldzame adventief voor. In België houdt ze op enkele plaatsen verwilderd stand.
... · 
B. intermedia (Bitter barbarakruid) · 
B. strica (Stijf barbarakruid) · 
B. verna (Vroeg barbarakruid) · 
B. vulgaris (Gewoon barbarakruid) · 
...